# 内藤政憲
内藤 政憲（ないとう まさのり）は、陸奥国湯長谷藩の第14代（最後）の藩主。

## 略歴
弘化5年（1848年）、公家・大炊御門家孝の子として誕生した。正室に丹羽長富の娘、継室に酒井忠哲の娘。
始めは谷衛滋の養子となっていたが、慶応4年（1868年）の戊辰戦争で湯長谷藩の先代藩主である内藤政養が新政府軍と敵対して強制隠居処分となったため、その養嗣子として明治2年（1869年）2月3日に跡を継いだ。同年6月23日の版籍奉還で知藩事となり、明治4年（1871年）7月14日の廃藩置県で免官された。
明治14年（1881年）12月、隠居し、長男の政潔に家督を譲った。大正8年（1919年）に死去した。享年72。

## 系譜
父母
- 大炊御門家孝（実父）
- 谷衛滋（養父）
- 内藤政養（養父）

正室、継室
- 美子 ー 丹羽長富の娘（正室）
- 銈子 ー 酒井忠哲の娘（継室）

子女
- 内藤政潔（長男）